# 侯马西站
侯马西站，位于中华人民共和国山西省临汾市侯马市高村乡，是大西高速铁路上的高铁站，于2014年7月1日启用营运，由中国铁路太原局集团侯马车务段管辖。

## 歷史
- 2014年7月1日，随着大西客运专线太原－西安段通车启用[2]。
- 由于客流日益增长，原有老站房仅有一层候车室，已不敷使用，故当地决定进行站房扩建工程[3]，新建站房于2023年9月28日投入使用，原有站房被改造为新站房的二层候车室及检票口，同时侯马西站由三等站升级为二等站。

## 车站结构
新建站房候车室分为两层，其中一层检票口为通往太原、大同、北京方向的列车，二层检票口为通往运城、西安、成都方向的列车。售票处与候车室相连。
本站布局为2台4线。
| 西↑ |      |                                                              |  |
|     | 侧式 |                                                              |  |
|     | 2    | 到发线                                                       |  |
| Ⅱ道 | 无   | （闻喜西站）大西高速铁路 上行正线 往怀仁东站方向（襄汾西站） |  |
| Ⅰ道 | 无   | （闻喜西站）大西高速铁路 下行正线 往西安北站方向（襄汾西站） |  |
|     | 1    | 到发线                                                       |  |
|     | 侧式 |                                                              |  |
| 东↓ | 站房 | 进出站、接驳交通                                             |  |

## 服务地区
车站辐射周边县区，距离侯马市中心约7.7公里，距离新绛县中心约6.0公里，故新绛县群众搭高铁出行一般会选择本站。

## 車站周邊
- 京昆高速公路
- 高村乡卫生院
- 高村乡政府
- 农村信用合作社高村信用社营业厅
- 高村乡中学

## 外部連結
- 中国铁路客户服务中心 （页面存档备份，存于）